# WV25
WV25 es una tumba egipcia de la necrópolis popularmente conocida como Valle de los Monos, considerado el vecino y el gemelo en dimensiones, geología y funciones, del Valle de los Reyes, también situado en la orilla oeste del Nilo, a la altura de la moderna ciudad de Luxor.
La tumba fue abandonada al poco de comenzar su construcción, pero se cree que era la destinada al faraón Amenhotep IV antes de que cambiara su nombre y trasladase la capital a la actual Tell el-Amarna.

## Marco histórico
Coronado como Neferjeperura Amenhotep-Heqauaset, Amenhotep IV heredó de su padre un Egipto en su edad dorada, más rico que nunca y con un imperio colonial en Asia y en África firmemente establecido, con sólidas alianzas con las otras potencias del momento. Sin embargo, en sus diecisiete años de reinado (de 1365 a 1348 a. C., aproximadamente) el rey demostró su incapacidad o su ignorancia en muchos temas cruciales, y el país entero cayó en una severa crisis.
Considerado profeta, iluminado, enfermo mental, tirano, pacifista, si no todo esto a un mismo tiempo por diferentes autores, de todos los faraones, Amenhotep IV es quizás el que más ríos de tinta ha hecho verter por su particular gobierno. En el año 4 decidió dar un giro de ciento ochenta grados, cambiando su nombre por el de Ajenatón (Neferjeperura-Uaenra Ajenatón), abandonando el culto al dios Amón y resguardándose bajo el casi desconocido disco solar, el Atón, en la nueva capital construida solo para su gloria, Ajetatón (hoy Tell el-Amarna). Algo más tarde prohibiría todos los cultos excepto los de Atón y Ra, de forma excluyente y casi rallando el fanatismo, en una etapa que algunos han querido ver como el primer monoteísmo de la historia.
Aunque podemos justificar la persecución de todos los dioses egipcios -en particular el de Amón, el más importante del panteón- debido al inmenso poder que poseían sus sacerdotes, más difícil es explicar el porqué de la recesión económica del país, y de la pérdida de las colonias asiáticas, a manos de la potencia del momento, los hititas. El aumento del hambre, la derrota de los ejércitos e incluso una epidemia de peste harían pensar en una población tan supersticiosa que Amón había castigado al faraón por su osadía.
Ajenatón murió en el 17.º año de reinado sin haber vuelto a salir de su capital. Durante todo aquel tiempo no solo había abandonado las obras de construcción de WV25, sino que había ordenado la excavación de una nueva tumba en Tell el-Amarna, destinada a la familia real al completo. Y sería en este sepulcro, conocido hoy como TA26, donde fue enterrado Ajenatón. Mas, cuando se volvió a la ortodoxia religiosa y Tebas recuperó la capitalidad, la momia real fue traslada al Valle de los Reyes, la necrópolis a la que dio la espalda el conocido “Rey Hereje”.

## Situación
Aunque utiliza las siglas WV para indicar su lugar en el Valle de los Monos (West Valley, o Valle Occidental, en inglés), la numeración de WV25 y de sus vecinas sigue la del Valle de los Reyes propiamente dicho (llamado también Valle Oriental). Ignoramos las causas exactas que empujaron al rey Amenhotep III a trasladar la necrópolis real al Valle de los Monos, pero la costumbre de construir las tumbas reales allí no duró más que una generación, regresando definitivamente al valle original bajo Horemheb.
La tumba WV25 está situada en el extremo sur del Valle de los Monos, muy próxima a WV23 y WV24. Sin embargo, WV22, la tumba de Amenhotep III, está situada a la entrada del valle, por lo que podemos ver aún más intentos de ruptura por parte del constructor de WV25 -parece ser que la primera en ser excavada de las tres meridionales- respecto a los anteriores reyes. La posible causa de este notable distanciamiento quizás fuera para despistar a los ladrones de tumbas, o porque se consideraba ya demasiado atestada la necrópolis oriental.
Como se señaló antes, WV25 fue abandonada al poco de comenzar a ser excavada. Aun así, se ve perfectamente el perfil típico de una tumba real, con una entrada en forma de escalera (A) y los comienzos interrumpidos del primero de los corredores descendentes (B). La roca es de buena calidad, y las salas están bien esculpidas aunque, como es evidente, no tuvo tiempo siquiera de comenzar la decoración del lugar....

## Excavación
Sería el italiano Giovanni Battista Belzoni quien descubriera WV25 en 1817, mientras trabajaba en WV23. Al ser abierta, mencionó la existencia de hasta ocho momias humanas, acompañadas de algunos objetos funerarios -vasos canopes, restos de mobiliario, fragmentos de vasijas-, así como de ostraka y algunos documentos escritos, quizás provenientes de la vecina WV23. Por la descripción de aquellos enterramientos, se ha llegado a la conclusión de que eran intrusos, datados entre las dinastías XXI y XXII. Se cree que el descanso de estos muertos no fue perturbado durante siglos, hasta la llegada del propio Belzoni.
En la temporada 1972-1973 WV25 volvería a ser examinada minuciosamente por Otto Schaden para la University of Minnesota Egyptian Expedition, desescombrando parte del lugar y trayendo a la luz algunos pequeños fragmentos de objetos que pasaron inadvertidos a Belzoni. Schaden concluyó por afirmar, fuera de toda duda para él, que estábamos ante la tumba tebana de Ajenatón que fue abandonada cuando este se trasladó a Tell el-Amarna. Las probabilidades son ciertamente muy altas, ya que los sepulcros de todos los reyes que eligieron el Valle de los Monos (los situados entre Thutmose IV y Horemheb) está bien localizados a excepción del propio Ajenatón.

## La momia real
Con toda seguridad Ajenatón fue enterrado en TA26, la tumba real de la necrópolis de Tell el-Amarna. Por aquel entonces ya reposarían al menos los cuerpos de la princesa Meketatón y de la reina madre Tiy, y probablemente también alguna otra princesa y la esposa secundaria Kiya. Ahora bien, los sucesores de Ajenatón trasladaron la momia real al Valle de los Reyes cuando Tell el-Amarna fue abandonada. Uno de los grandes enigmas de la egiptología moderna es determinar si tenemos en nuestro poder o no la momia de Ajenatón, uno de los reyes de figura y personalidad más seductora de la civilización faraónica. Según la mayoría de los expertos, Ajenatón podría haber sido enterrado junto con su madre, la reina Tiy, en el escondite de KV55 durante el reinado de Tutanjamón.
Al parecer, cuando los sacerdotes de la dinastía XXI pusieron a salvo de los ladrones de tumbas a los ocupantes del Valle de los Reyes en diferentes escondrijos, recogerían de KV55 a la momia de Tiy, pero la perteneciente de Ajenatón fue abandonada allí. Y no solo se contentarían con esto: el odio que seguirían almacenando contra el denostado rey quizás provocase el vandalismo que sufrió el lugar, con la tapa del sarcófago arrancada, y todos los cartuchos reales martilleados. Aquella momia había sido castigada con el anonimato eterno, la pena máxima.
Sin embargo, por azares del destino, KV55 fue redescubierta ya en época moderna, y se pudo analizar la momia –en muy mal estado de conservación, es poco más que un esqueleto-. Quizás el caos que rodea a este cuerpo se debe a los numerosos malentendidos que se produjeron en torno a él: primero se dijo que era una mujer anciana, para después afirmar que era un hombre en la veintena, y finalmente un varón de entre 30 y 40 años. De ser ciertos los últimos análisis, y dado que esta momia presenta notables parecidos físicos, fisiológicos y genéticos con la de Tutanjamón –hijo de Ajenatón-, entonces podremos decir que la búsqueda del «Rey del Atón» ha finalizado.